# 葉思男
葉思男（葡萄牙語：Ip Si Nam，1995年10月1日—），澳門女性模特兒、YouTuber，與胞姊葉佩男都當過微辣文化旗下藝人，亦常被稱呼為「阿妹」，他的爸爸是江湖人士猛鬼添。葉氏的事業依傍微辣集團發展起來，不過後來她的前經理人劉靜儀（阿晶）自殺了，葉氏過往的言行被分析，並被輿論責駡是傷害過劉氏的欺凌者之一，過了不久隨着合約結束，離開了微辣集團。

## 感情生活
2021年，葉思男與微辣藝人徐步文（大文）公開戀人關係。2022年7月，有網民發現大文與一陌生女子同遊香港，兩人表現親暱，質疑男方出軌，而大文亦在7月10日下午宣佈退出演微辣的幕前工作。及後思男發文為大文護航，表示兩人的關係已由好朋友降回朋友，間接承認兩人已分手。2023年2月，Brandon Wang在Instagram貼出與思男的合照，公開兩人的戀人關係。

## 爭議
2023年7月26日，微辣前經理人劉靜儀（阿晶）自殺身亡，葉思男因曾在Instagram貼上加了哭臉濾鏡的照片，被指有份欺凌阿晶。7月27日，葉思男在Instagram開直播否認欺凌，表示並不知道阿晶因此而難過，自己純粹跟風，並無意嘲諷阿晶。沉寂逾一個月後，葉思男在9月2日再次於Instagram發文向阿晶道歉，認為當日開直播是過於衝動，最後選擇逃避。她坦言過去數星期可能是人生最黑暗的日子，擔心走在街上會被途人大罵。她感謝所有相信並鼓勵她的人，成為支撐她的力量。最後她表示今天正式與微辣完約，結束四年之賓主關係。她不知道未來的路，但承諾會好好努力面對生活。但仍有部分網民不滿，認為她並非誠心道歉。

## 演出

### 電視節目（ViuTV）
- 2020年：《帶你到主場》主持[8]
- 2021年：《囝囝女女730》第233集嘉賓
- 2022年：《七福星》第六集嘉賓
- 2022年：《有酒今晚吹》第89集嘉賓
- 2022年：《今餐有料到》第171集嘉賓
- 2022年：《為食家族》參賽家族的管家

## 外部連結
- 葉思男的Facebook專頁
- 葉思男的Instagram帳戶
- YouTube上的葉思男頻道